# Jan Nekovář

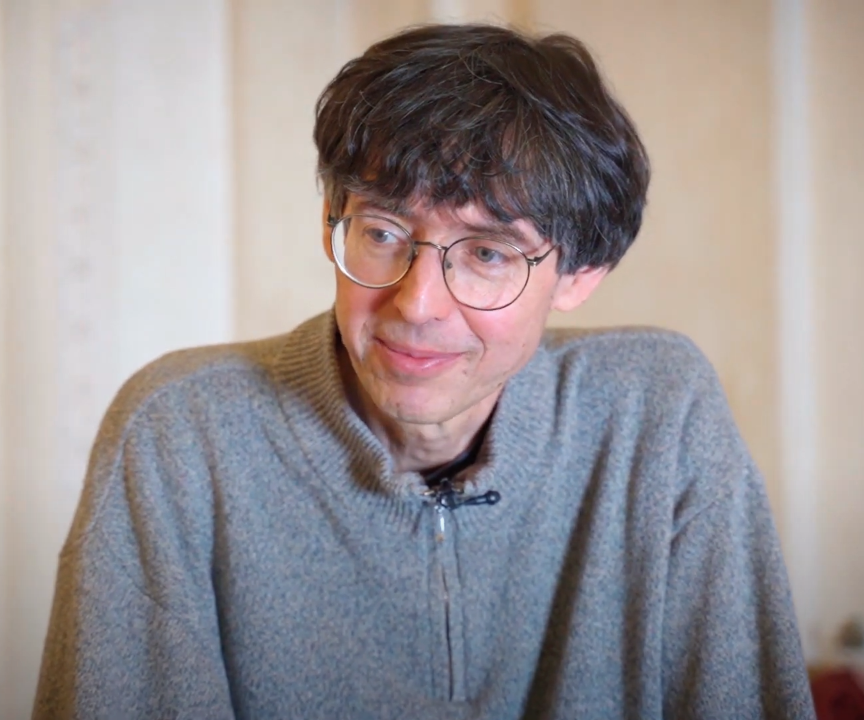
Jan Nekovář (2019)

Jan Nekovář (* 1963; † 14. November 2022 in Paris) war ein tschechischer Mathematiker, der sich mit Zahlentheorie (arithmetische algebraische Geometrie) befasste.

## Werdegang
Nekovář studierte ab 1981 an der Karls-Universität Prag und war 1984/85 Austauschstudent an der Lomonossow-Universität. Nach dem Diplom 1986 war er ein Jahr in der tschechoslowakischen Armee und promovierte 1991 an der Tschechoslowakischen Akademie der Wissenschaften in Prag (Dissertation: Modulární formy necelé váhy). Der Betreuer seiner Dissertation war Yuri Manin, der bei Nekovářs einjährigem Moskau-Aufenthalt auf ihn aufmerksam wurde. Als Post-Doktorand war er 1991 bis 1993 Miller Fellow an der University of California, Berkeley. 1993 war er Assistenzprofessor an der Karls-Universität, ab 1995 Lecturer an der Universität Cambridge, an der er 2001 Reader wurde und 1995 bis 2002 Fellow des Christ’s College. Ab 2002 war er Professor an der Universität Paris VI.
Er war Gastwissenschaftler am Steklow-Institut in Moskau (1988/89), dem Max-Planck-Institut für Mathematik (1989/90) in Bonn, am Isaac Newton Institute (1998), der École normale supérieure (1991), der University of Minnesota, am CRM in Barcelona, in Tokio, Nagoya, Straßburg, am Fields Institute und am Erwin-Schrödinger-Institut für Mathematische Physik in Wien.
Nekovář befasste sich insbesondere mit den Werten von L-Funktionen an ganzzahligen Stellen (Beilinson-Vermutungen, Bloch-Kato-Vermutungen und ihre p-adischen Analoga) und den an ihrer Beschreibung beteiligten Objekten wie p-adischen Höhen, p-adischen Analoga der Deligne-Kohomologie (mit Wieslawa Niziol, eine Version der von Jean-Marc Fontaine und William Messing eingeführten „syntomischen Kohomologie“), sowie Selmer-Komplexen, über die er 2006 einen Aufsatz im Monographien-Format (rund 550 Seiten) in der Zeitschrift Asterisque (Band 310) veröffentlichte.
2002 bewies er die Vermutung von Birch und Swinnerton-Dyer „modulo 2“, sein bekanntestes Ergebnis. Die Vermutung besagt, dass der Rang der Gruppe der rationalen Punkte einer über den rationalen Zahlen definierten elliptischen Kurve und die Ordnung der Nullstelle der zugehörigen L-Funktion an der Stelle {\displaystyle s=1} gleich sind. Die Vermutung selbst ist eines der Millennium-Probleme und gilt als zentrales Problem der Zahlentheorie, aber auch als sehr schwierig. Nekovář bewies, dass beide Zahlen in der Vermutung die gleiche Parität haben (das heißt modulo 2 gleich sind). Dabei ersetzte er die für Punkte über den rationalen Zahlen definierte Vermutung durch eine kohomologische Version (Selmer-Gruppe). Er stellte 2013 in einem Vortrag in Warschau eine einflussreiche Vermutung („Plektische Vermutung“ genannt) über eine Verallgemeinerung der Beilinson-Vermutung auf. Dort sind die erzielten Fortschritte bis dahin auf den Fall beschränkt, dass die Ordnung der Nullstelle gleich 1 ist und die Plektische Vermutung gilt für den Fall, dass die Ordnung größer als 1 ist. Mit Anthony Scholl entwickelte er danach Techniken für einen Angriff auf diese verallgemeinerte Beilinson-Vermutung. Daran arbeitete er über zehn Jahre, seine Krankheit verhinderte aber eine Fertigstellung der geplanten Monographie darüber mit Scholl. Die Aussage der plektischen Vermutung ist, dass bei Shimura-Varietäten mit Vorhandensein einer Multiplikation über einem total reellen Körper F (statt wie üblich über den rationalen Zahlen) Motive eine zusätzliche „plektische“ Struktur besitzen (mit entsprechender plektischer Kohomologie).
1998 erhielt er den Whitehead-Preis und 2014 war er einer der Empfänger des G. de B. Robinson Award. 1992 war er Invited Speaker auf dem ersten Europäischen Mathematikerkongress in Paris (Values of L-functions and p-adic cohomology). 2019 erhielt er den Neuron-Preis für herausragende tschechische Wissenschaftler.
Zu seinen Doktoranden gehört Olivier Fouquet.
Er starb nach langer Krankheit in der Nacht vom 14. auf den 15. November 2022.

## Schriften
- mit Anthony Scholl: Introduction to plectic cohomology, in: Dihua Jiang, F. Shahidi, D. Soudry (Hrsg.): Advances in the Theory of Automorphic Forms and Their L-functions, Contemp. Math., Band 664, Amer. Math. Soc., 2016, S. 321–337
- mit Kevin Buzzard, David Burns (Hrsg.): L-functions and Galois representations. London Mathematical Society Lecture Note Series 320, Cambridge University Press 2007 (darin von Nekovář The Euler system method for CM points on Shimura curves. S. 471–547).
- Hidden symmetries in the theory of complex multiplication, in: Yuri Tschinkel, Yuri Zarhin (Hrsg.), Algebra, Arithmetic and Geometry - Manin Festschrift, Band 2, Progress in Math. 270, Birkhäuser, 2009, S. 399–438
- Selmer complexes. In: Asterisque. Band 310. 2006. numdam (mit Errata)
- mit W. Niziol: Syntomic cohomology and p-adic regulators for varieties over p-adic fields, Algebra and Number Theory, Band 10, 2016, S. 1695 - 1790, mit Anhängen von L. Berger und F. Déglise. Arxiv
- Beilinson’s conjectures. In: Motives. Seattle, WA, 1991, S. 537–570 (Proc. Symp. Pure Math.. 55/I. Amer. Math. Soc., Providence, 1994).
- On p-adic height pairings. In: Séminaire de Théorie des Nombres. Paris, 1990–1991, S. 127–202 (Progress in Mathematics. 108. Birkhäuser 1993).
- Kolyvagin’s method for Chow groups of Kuga-Sato varieties. In: Invent. Math. 107, 1992, S. 99–125.
- On the parity of ranks of Selmer Groups, Teil II, C. R. Acad. Sci., Series 1, Band 332, 2001, S. 99–104, Arxiv, Teil 1 (mit A. Plater): Asian J. Math., Band 4, 2000, S. 437–498, Teil 3: Documenta Math., Band 12, 2007, S. 243–274, Teil 4: Compositio Math., Band 145, 2009, S. 1351–1359 (mit Anhang von Jean-Pierre Wintenberger).
- Class numbers of quadratic fields and Shimura’s correspondence. In: Mathematische Annalen. 287, 1990, S. 577–594.